# Lithgow, New South Wales
Lithgow nằm ở New South Wales, Australia và là trung tâm cuẩ đơn vị hành chính điịa phương Thành phố Lithgow. Lithgrow nằm ở Thung lũng núi có tên Lithgow's Valley đặt tên bởi John Oxley để vinh danh William Lithgow, Auditor-General đầu tiên của New South Wales. Lithgow tọa lạc bên Great Western Highway, khoảng 150 km về phía tây Sydney, or via the old mountain route, Bells Line of Road, from Windsor.
Lithgow bao quanh bởi các cảnh quan đa dạng, bao gồm các vườn quốc gia, trong đó có vườn quốc gia Blue Mountains, một di sản thế giới. Vườn quốc gia Wollemi là nơi có loại thông Wollemi từ thời kỷ Jura.

## Khí hậu
| Dữ liệu khí hậu của Lithgow, New South Wales | Dữ liệu khí hậu của Lithgow, New South Wales | Dữ liệu khí hậu của Lithgow, New South Wales | Dữ liệu khí hậu của Lithgow, New South Wales | Dữ liệu khí hậu của Lithgow, New South Wales | Dữ liệu khí hậu của Lithgow, New South Wales | Dữ liệu khí hậu của Lithgow, New South Wales | Dữ liệu khí hậu của Lithgow, New South Wales | Dữ liệu khí hậu của Lithgow, New South Wales | Dữ liệu khí hậu của Lithgow, New South Wales | Dữ liệu khí hậu của Lithgow, New South Wales | Dữ liệu khí hậu của Lithgow, New South Wales | Dữ liệu khí hậu của Lithgow, New South Wales | Dữ liệu khí hậu của Lithgow, New South Wales |
| Tháng                                        | 1                                            | 2                                            | 3                                            | 4                                            | 5                                            | 6                                            | 7                                            | 8                                            | 9                                            | 10                                           | 11                                           | 12                                           | Năm                                          |
| -------------------------------------------- | -------------------------------------------- | -------------------------------------------- | -------------------------------------------- | -------------------------------------------- | -------------------------------------------- | -------------------------------------------- | -------------------------------------------- | -------------------------------------------- | -------------------------------------------- | -------------------------------------------- | -------------------------------------------- | -------------------------------------------- | -------------------------------------------- |
| Cao kỉ lục °C (°F)                           | 37.8 (100.0)                                 | 38.4 (101.1)                                 | 35.1 (95.2)                                  | 30.8 (87.4)                                  | 23.9 (75.0)                                  | 19.5 (67.1)                                  | 19.8 (67.6)                                  | 22.5 (72.5)                                  | 27.6 (81.7)                                  | 33.1 (91.6)                                  | 37.2 (99.0)                                  | 36.8 (98.2)                                  | 38.4 (101.1)                                 |
| Trung bình ngày tối đa °C (°F)               | 25.5 (77.9)                                  | 24.7 (76.5)                                  | 22.4 (72.3)                                  | 18.4 (65.1)                                  | 14.3 (57.7)                                  | 11.1 (52.0)                                  | 10.4 (50.7)                                  | 12.0 (53.6)                                  | 15.4 (59.7)                                  | 18.7 (65.7)                                  | 21.5 (70.7)                                  | 24.5 (76.1)                                  | 18.2 (64.8)                                  |
| Tối thiểu trung bình ngày °C (°F)            | 11.9 (53.4)                                  | 12.1 (53.8)                                  | 10.1 (50.2)                                  | 6.7 (44.1)                                   | 3.9 (39.0)                                   | 1.8 (35.2)                                   | 0.7 (33.3)                                   | 1.3 (34.3)                                   | 3.4 (38.1)                                   | 6.0 (42.8)                                   | 8.1 (46.6)                                   | 10.4 (50.7)                                  | 6.4 (43.5)                                   |
| Thấp kỉ lục °C (°F)                          | 2.8 (37.0)                                   | 3.5 (38.3)                                   | 0.0 (32.0)                                   | −4.0 (24.8)                                  | −6.1 (21.0)                                  | −7.0 (19.4)                                  | −8.0 (17.6)                                  | −7.7 (18.1)                                  | −5.0 (23.0)                                  | −2.3 (27.9)                                  | −1.7 (28.9)                                  | 0.6 (33.1)                                   | −8.0 (17.6)                                  |
| Lượng mưa trung bình mm (inches)             | 94.3 (3.71)                                  | 83.8 (3.30)                                  | 83.9 (3.30)                                  | 62.7 (2.47)                                  | 63.0 (2.48)                                  | 67.6 (2.66)                                  | 67.6 (2.66)                                  | 63.4 (2.50)                                  | 58.9 (2.32)                                  | 67.7 (2.67)                                  | 70.0 (2.76)                                  | 76.1 (3.00)                                  | 858.5 (33.80)                                |
| Số ngày mưa trung bình                       | 10.6                                         | 10.2                                         | 10.6                                         | 9.1                                          | 10.4                                         | 11.7                                         | 11.7                                         | 11.1                                         | 10.2                                         | 10.3                                         | 10.0                                         | 9.8                                          | 125.7                                        |
| Nguồn: Bureau of Meteorology                 |                                              |                                              |                                              |                                              |                                              |                                              |                                              |                                              |                                              |                                              |                                              |                                              |                                              |